# Беляев, Евгений Прокопьевич
Евге́ний Проко́пьевич Беля́ев (20 марта 1954, Сосновка, Кировская область — 17 марта 2003) — советский лыжник, олимпийский чемпион 1980 года в эстафете. Заслуженный мастер спорта СССР (1978).
Окончил ГДОИФК имени П. Ф. Лесгафта, тренер-преподаватель. Выступал за «Труд», с 1981 года — за «Динамо» (Ленинград).
После окончания карьеры некоторое время тренировал, потом работал в пивоваренной компании «Балтика». 
Умер незадолго до своего 49-го дня рождения, похоронен на кладбище в Токсово.

## Достижения
- Чемпион зимних Олимпийских игр 1980 года в эстафете 4х10 км
- Серебряный призёр зимних Олимпийских игр 1976 года в гонке на 15 км
- Бронзовый призёр зимних Олимпийских игр 1976 в эстафете 4х10 км
- Серебряный призёр чемпионата мира 1978 года на дистанциях 15 и 50 км
- Чемпион СССР 1978, 1981 на дистанции 50 км
- Чемпион СССР 1983 в эстафете 4х10 км

## Награды
- Орден «Знак Почёта» (9.04.1980)[1]
- Заслуженный мастер спорта СССР